# Goethedenkmal (Karlsbad)

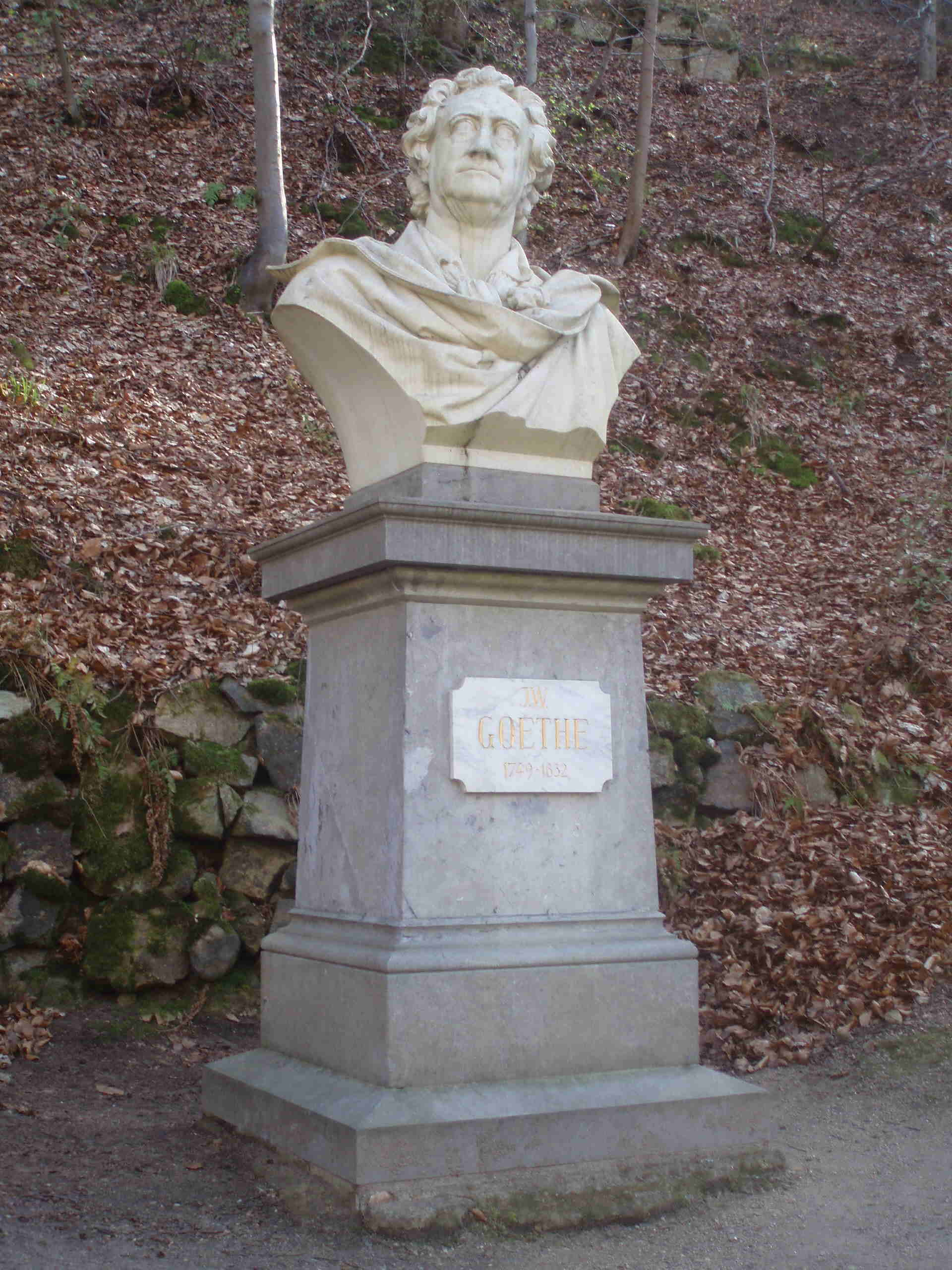
Goethedenkmal in Karlsbad

Das Goethedenkmal ist ein unter staatlichem Denkmalschutz stehendes Denkmal zu Ehren Johann Wolfgang von Goethes an der hinteren Uferpromenade der Stadt Karlsbad in Tschechien.
Goethe weilte im böhmischen Karlsbad während seiner Weimarer Zeit zahlreiche Male zur Kur und schaute sich dabei auch sehr intensiv in der Umgebung (beispielsweise in Neudek und Engelhaus) um und besuchte u. a. Bergwerke im Erzgebirge.
In den 1880er Jahren entstand die Idee zur Errichtung eines Goethedenkmals, das der deutsche Bildhauer Adolf Donndorf aus Stuttgart schuf. Das Denkmal umfasste eine Büste, die auf einem hohen, mit antikisierenden Reliefs verzierten und mit dem Namen „Goethe“ versehenen Sockel in einer Parkanlage vor dem Parkhotel Pupp stand. Die Kosten des Denkmals übernahm die Stadt Karlsbad. 1883 fand die feierliche Einweihung statt. Auf einer Abbildung der Büste vermerkte der Bildhauer Adolf Donndorf später allerdings, dass er sie für misslungen halte.
Nach dem Zweiten Weltkrieg 1946 wurde das Denkmal dann im Zuge der sogenannten „nationalen Säuberung“ entfernt. Während die Büste ins Museum kam, wurde das eineinhalb Meter große Postament aus Marmor offenbar einfach in eine Grube geworfen und war nicht mehr auffindbar. 1952 wurde die Büste wieder aus dem Museum gebracht und auf einen neuen Sockel gesetzt, der allerdings einfacher gestaltet und deutlich niedriger war. Das Denkmal wurde dann mit dem neuen Sockel stadtauswärts an der „Puschkin-Promenade“, die mittlerweile „Goethe-Weg“ heißt und kaum von Tagesgästen frequentiert wird, wieder errichtet. 2014 stieß man bei Baggerarbeiten zufällig wieder auf den alten Sockel, der danach in der Nähe des Goethedenkmals an der Promenade im unrestaurierten Zustand abgestellt wurde. 2015 wurde er von der Stadt an das Goethe-Institut in Prag übergeben und vor dem Institut aufgestellt. Auf dem Sockel befindet sich eine Installation des Bildhauers Jiří David mit dem Titel „Anti-Denkmal von Johann Wolfgang von Goethe“.
Seit 3. Mai 1958 ist die Büste in das staatliche Register der Kulturdenkmäler eingetragen.